# Thành Trí
Thành Trí (23 tháng 3, 1937 - 8 tháng 5, 2019) là diễn viên, tác giả, đạo diễn sân khấu kịch người Việt Nam. Ông từng dàn dựng và biểu diễn nhiều vở kịch thập niên 1960, 1970. Trong lĩnh vực điện ảnh, ông cũng gây được ấn tượng với khán giả qua các vai phản diện trong phim Người đẹp Tây Đô, Ông cố vấn, Những nẻo đường phù sa.

## Tiểu sử
Nghệ sĩ Nguyễn Thành Trí, sinh ngày 23 tháng 3 năm 1937 tại Thạnh Trị, Sóc Trăng.
Cha ông từng học trường Tây lại giỏi thơ ca Việt Nam, ông đã biết làm thơ Đường luật từ năm 13 tuổi. Đến khi ông được cha cho lên Sài Gòn học, ông đã rành văn học Pháp và văn hóa Việt Nam. Cha của ông mở nhà máy in, nên gia đình sau này có in nhiều sách báo, các tài liệu, kịch bản cải lương và điện ảnh. Và từ việc đọc được các ấn phẩm đó, ông đam mê nghệ thuật, điện ảnh để khi sinh hoạt "Hướng đạo sinh dành cho thanh thiếu niên", ông bắt đầu biểu diễn kịch.

## Sự nghiệp
Năm 1950, ông tham gia phong trào Trần Văn Ơn, thực hiện việc viết báo, vẽ tranh cổ động và biên tập báo truyền tay bí mật ở trường Trung học Trần Văn Khuê (sau này là trường Nguyễn Thái Học - Thành phố Hồ Chí Minh). Sau đó, ông được tổ chức phân công hoạt động ở trường Victor Hugo (1953-1954).
Đến tháng 3 năm 1955 ông vượt tuyến ra Bắc tập kết, là học sinh Trung cấp khóa I ngành Đường sắt - trường Giao thông Công chánh từ 1955-1956, ông thấy mình không hợp, nên xin chuyển về trường Chu Văn An học lớp 10 để chuẩn bị thi Đại học Tổng hợp Văn. Thời điểm này, Đoàn kịch nói Nam bộ tuyển người đóng phim "Biển động", Thành Trí đã bỏ thi đại học, thi tuyển vào văn công và trúng tuyển.
Năm 1957, Thành Trí gia nhập đoàn kịch nói Nam bộ. Năm 1958 tại Hội diễn diễn toàn quốc miền Bắc, anh đóng vai Thiếu úy Đồn trưởng trong vở kịch "Sống chung" của tác giả Phạm Ngọc Truyền. Đến khi Nhà hát Kịch Việt Nam dựng vở "Đứng gác dưới ánh đèn néon" do đạo diễn Văn Chiêu thực hiện, Thành Trí đóng vai Đồng A San, đây cũng là vai chính đầu tiên của ông. Sau đó, Thành Trí đóng vai Victor trong "Câu chuyện Iêc-kut" - kịch bản và đạo diễn Liên Xô và vai bác sĩ Platôn trong vở "Platôn-krêset". Năm 1967 ông được cử đi học Đạo diễn tại trường Đại học sân khấu quốc gia Lunacharsky - Moscow - Liên Xô.
Năm 1973 trở về Đoàn Kịch nói Nam bộ sau khi tốt nghiệp, Thành Trí đã áp dụng trường phái kịch của các nghệ sĩ lớn như Stanislavsky, Tovstonogov, Bertolt Brecht vào tác phẩm của mình, đồng thời vận dụng những kiến thức từ các loại hình sân khấu truyền thống Việt Nam, để hình thành phong cách dàn dựng riêng. Ông là nhà giáo đào tạo các thế hệ diễn viên, đạo diễn như: NSƯT Thành Hội, Thanh Hoàng, Đoàn Khoa, Nguyễn Thị Minh Ngọc, Xuân Hương.
Từ ngày 15 tháng 5 năm 1975, Thành Trí giữ cương vị Phó đoàn - chỉ đạo nghệ thuật Đoàn kịch nói Cửu Long Giang và giảng dạy tại trường Nghệ thuật Sân khấu 2. Ông đã dựng những vở hài kịch như: "Coi mắt", "Người tình trễ xe", "Cơn bão cuối cùng", "Quẹo cua", "Trước một chuyến đi".... Ông còn là tác giả kịch bản nhiều vở kịch truyền hình và trên sàn diễn đoàn kịch Cửu Long Giang.
Giai đoạn 1975 - 1984, Thành Trí đã dàn dựng và chuyển thể kịch bản khoảng 30 vở diễn đủ thể loại chính kịch - hài kịch và cả cải lương.

## Qua đời
Nghệ sĩ Trành Trí mất lúc 6 giờ ngày 8 tháng 5 năm 2019, vì bệnh tim mạch. Tang lễ của ông được cử hành tại Nhà tang lễ Thành phố Hồ Chí Minh.

## Phần thưởng
- 1985 - Huân chương kháng chiến chống Mỹ cứu nước hạng Ba[1]
- 1981 - Huy chương "Chiến sĩ văn hóa"[1]
- 1993 - Danh hiệu Nghệ sĩ Ưu tú[1]
- 1999 - Huy chương "Vì sự nghiệp sân khấu Việt - Hàn"[1]
- 2001 - Huy chương "Vì sự nghiệp văn hóa tư tưởng"[1]
- Người nữ anh hùng - tiết mục được tặng Huy hiệu Đại hội Đảng lần thứ IV (Tác giả: Thành Trí – Minh Khoa; Đạo diễn: Thành Trí) đoàn kịch Cửu Long Giang dàn dựng trên sân khấu Đài truyền hình TP HCM.[3]

## Phim
| Năm  | Tựa đề                 | Vai diễn        | Loại hình   | Chú thích |
| ---- | ---------------------- | --------------- | ----------- | --------- |
| 1979 | Đám cưới chạy tang     | Tư Kiểng        | Điện ảnh    |           |
| 1982 | Đứng trước biển        | Năm Miên        | Điện ảnh    |           |
| 1982 | Vụ án viên đạn lạc     | Thầy Chín       | Điện ảnh    |           |
| 1985 | Con thú tật nguyền     | Thiếu tá Cự     | Điện ảnh    |           |
| 1996 | Người đẹp Tây Đô       | Ông hội đồng    | Truyền hình |           |
| 1996 | Ông cố vấn             | Ngô Đình Cẩn    | Truyền hình |           |
| 1997 | Những nẻo đường phù sa | Hương quản Lịnh | Truyền hình |           |
| 2003 | Lưới trời              | Hai Phán        | Điện ảnh    |           |

## Kịch

### Dàn dựng
Ánh lửa rừng khuya (cải lương), Phụng và Hoàng, Người ven đô, Bông hồng trắng, Xa thành phố yêu dấu, Dòng sông đầm lầy, Gió rừng tràm" (Chuyển thể: Thành Trí - Huỳnh Chinh; phỏng theo tiểu thuyết "Rừng U Minh" - Đạo diễn: Thành Trí dựng cho Đài HTV.
Coi mắt; Người tình trễ xe; Cơn bão cuối cùng; Quẹo cua; Trước một chuyến đi...

### Biểu diễn
Thập niên 1960: Hòn đảo Thần vệ nữ, Platôn-krêset, Đứng gác dưới ánh đèn néon, Sống chung, Câu chuyện Iêc-kut...
Thập niên 1970: Đào Tam Xuân, Đồng hồ chuông điện Kremli, Tình ca, Người ven đô, Thanh gươm và bà mẹ ...